# Clare Smyth
Clare Smyth MBE (Antrim, septiembre de 1978) es una cocinera y empresaria.
Creció en una granja en el condado de Antrim, Irlanda del Norte. Se mudó a Inglaterra con 16 años. Se formó y trabajo en el Restaurante Gordon Ramsay en Hospital Road, entre otros lugares. Smyth tiene varios premios y es Miembro de la Orden del Imperio Británico.
Clare Smyth dirige su restauranet Core en Londres, fue elegida mejor cocinera del mundo en la gala de los Premios Mundiales 50 Mejores Restaurantes celebrada en Bilbao, España en junio de 2018.
Se encargó de preparar el banquete de invitados a la boda del príncipe Harry y Meghan Markle. Es jueza  habitual en el programa de cocina The Final Table y ahora está en MasterChef Australia.
Clare Smyth es la primera mujer cocinera en dirigir un restaurante con tres estrellas Michelin en el Reino Unido.